# Maurício Esteves Pereira Pinto

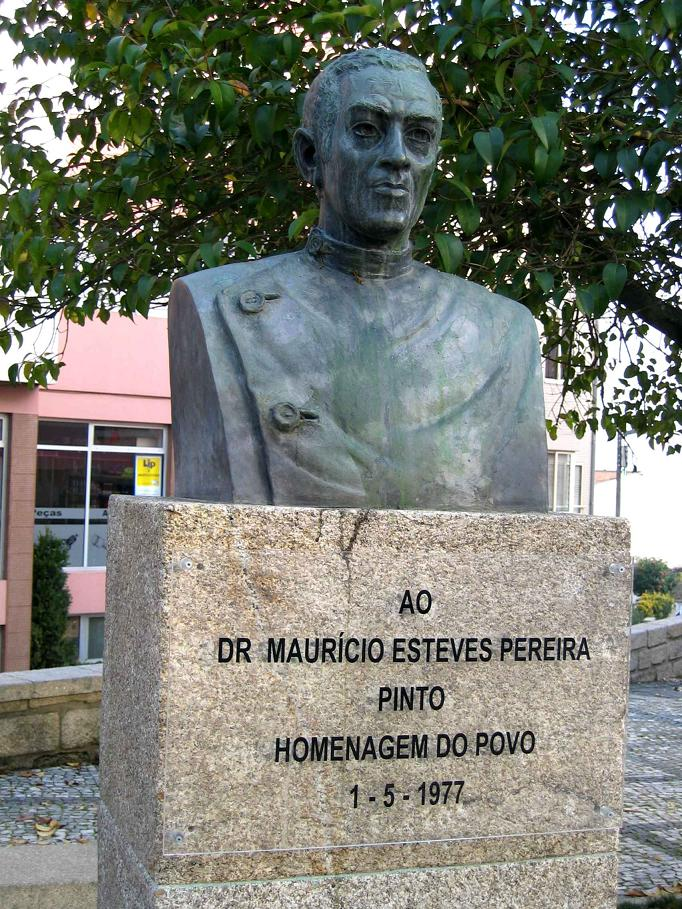
Busto do Dr. Maurício Esteves Pereira Pinto - Praça da Corujeira - Porto

Maurício Esteves Pereira Pinto (Canelas, Arouca, Área Metropolitana do Porto, 1924 — 25 de Junho de 1975) foi um médico português. 
Fez os seus estudos primários na sua terra e vizinha Freguesia de Alvarenga. Os estudos secundários fê-los no Porto. Licenciou-se na Faculdade de Medicina da Universidade do Porto em 1950, iniciando nesse mesmo ano a sua clínica, em prol dos mais desprotegidos, e começando o seu trabalho como voluntário no Sanatório D. Manuel II, durante dois anos, trabalhando em todos os serviços. 
Especializou-se em Pneumotisiologia, tendo reestruturado e dirigido ao longo da sua vida diversos dispensários, dos mais notáveis do IANT (Instituto de Assistência Nacional aos Tuberculosos). 
Prestou também apoio médico a diversas associações recreativas e desportivas das freguesias de Campanhã e Bonfim no Porto, tendo sido Presidente do Clube Desportivo de Portugal.
Foi fundador do Partido Socialista de Campanhã e a sua verticalidade e desinteresse por benesses sempre lhe valeram o maior respeito, acima das lutas partidárias.
Com uma vida profissional notável, pelos sítios onde passou deixou sempre um rasto de carinho e amizade profunda, tendo proferido a certa altura as seguintes palavras: « A medicina não é mais uma profissão para dar lucro, é um trabalho em prol dos outros».
Durante a sua vida profissional foi alvo de inequívocas manifestações de apreço e gratidão, ora por parte da população anónima ora por parte das associações para que tanto trabalhou. No seu consultório na freguesia de Campanhã as portas nunca estavam fechadas e era visitado por muitos que não tendo dinheiro dele se socorriam, quer locais quer residentes em sítios distantes. 
Faleceu tragicamente de acidente de viação no dia 24 de Junho de 1975, quando muito ainda tinha para dar aos seus doentes.
Após a sua morte, no dia 17 de Dezembro do mesmo ano, o povo de Campanhã presta-lhe uma homenagem póstuma, descerrando-lhe uma placa toponímica com o seu nome, na rua onde viveu (antiga Rua de Vila Meã). É ainda lembrado de forma tão intensa pela população que serviu, que se continua a fazer uma romagem anual à sua sepultura no dia 24 de Junho, data do seu falecimento.
No dia 1 de Maio de 1977 é-lhe descerrado um busto na Praça da Corujeira com a seguinte inscrição: «Ao Dr. Maurício Homenagem do povo».
No dia 19 de Junho de 1987 a Câmara Municipal do Porto, concede-lhe a medalha de altruísmo-Ouro (a título póstumo). 
A Câmara Municipal de Arouca também lhe prestou homenagem ao atribuir o seu nome a uma das ruas da Vila.
No ano de 1993 a Junta de Freguesia de Canelas também lhe presta homenagem, descerrando uma placa comemorativa na casa onde nasceu.